# Pneophyllum fragile
Pneophyllum fragile Kützing, 1843 é o nome botânico de uma espécie de algas vermelhas pluricelulares do gênero Pneophyllum, família Corallinaceae, subfamília Mastophoroideae.
- São algas marinhas encontradas na Europa, África, Ásia, Américas, Austrália e em algumas ilhas do Atlântico e Índico.

## Sinonímia
- Melobesia pruinosa Kützing, 1845
- Melobesia lejolisii Rosanoff, 1866
- Dermatolithon lejolisii (Rosanoff) Foslie, 1898
- Heteroderma lejolisii (Rosanoff) Foslie, 1909
- Melobesia microspora Rosenvige, 1917
- Fosliella lejolisii (Rosanoff) M.A. Howe, 1920
- Pneophyllum lejolisii (Rosanoff) Y.M. Chamberlain, 1983
- Pneophyllum microsporum (Rosenvinge) Y.M. Chamberlain, 1983